# Protaphorura maglicensis
Protaphorura maglicensis is een springstaartensoort uit de familie van de Onychiuridae. De wetenschappelijke naam van de soort is voor het eerst geldig gepubliceerd in 1970 door Zivadinovic.